# Anthony Cáceres
Anthony Cáceres (ur. 29 września 1992) – australijski piłkarz występujący na pozycji pomocnika w Manchesterze City.